# 上海轻音乐团
上海轻音乐团是中華人民共和国第一个轻音乐团，属于上海市级文艺院团，建于1986年9月，成员60人，其中20人来自于1985年9月筹建时抽调的上海歌舞团、上海芭蕾舞团，建团时团长为朱逢博，现团长蔡福康，副团长为孙青，同时附设业余轻音乐学校办培训班，成立于新华路336号，2015年迁址浦东大道143号。乐团的归属也多次变更。从1989年3月乐团实行总经理负责制。1993年4月该团划归上海市演艺总公司，1994年改为由董事会领导下经理负责制。

## 外部鏈接
- 官方网站